# Abu-l-Fayd Faydí
Abu-l-Fayd Faydí o Fayyadi (Agra, 1547 - 1595) fou un poeta persa de l'Índia, germà d'Abu-l-Fadl Al·lamí. A la seva khamsa inclou (sota el títol de Nal u Daman) l'episodi de Nala i Dayamanti del Mahabharata. Estava influenciat per la poesia lírica otomana. Va traduir el Mahabharata i el Llivani a petició d'Akbar el Gran. És autor d'un diwan de 18.000 versos.

## Referènciès
1. ↑  J. Rypka, History of Iranian Literature